# Giovanni Palmiri
Giovanni Palmiri (Ponte San Pietro, 1904 – Mestre, 1949) è stato un circense italiano.

## Biografia
Figlio di Angelo Palmiri e di Albina Ferrua, fratello di Egidio Palmiri che si specializzò in esibizioni spettacolari e mozzafiato come la 'moto della morte', Giovanni divenne anche lui un acrobata da altezze considerevoli.
Appartenente ad una famiglia di circensi e di direttori di circhi, il cui capostipite fu proprio Angelo Palmiri, un popolare clown dal soprannome 'Fiacca'.
Verso la fine degli anni trenta Giovanni ricevette consensi e successi anche all'estero, in molti paesi d'Europa.
Giovanni ricevette il soprannome di 'Diavolo Rosso', grazie soprattutto ai suoi spettacoli eseguiti nel 1947 nel cielo di Milano appeso ad un aereo e nel 1948 a Verona su una pertica alta 66 metri.
Nel 1935 ideò la 'bilancia della morte', che purtroppo gli risultò fatale nel 1949, così come alla moglie Mafalda Colin nel 1951.